# Trainsport
Trainsport of TrainsporT NV is een Belgische spoorwegonderneming, opgericht in april 2003 door Heinz Kirschfink en Arthur Spoden. De hoofdzetel bevindt zich in Raeren in de Oostkantons.
Trainsport heeft een Europese spoorweglicentie en is toegelaten op de spoorwegnetten van België, Nederland en Duitsland.
In december 2006 kreeg Trainsport de noodzakelijke veiligheidscertificaten en toelatingen om in België te mogen rijden. Daarmee is Trainsport de vijfde spoorwegoperator op het Belgische spoorwegnet, naast B-Cargo (onderdeel van de NMBS), FRET (onderdeel van de SNCF), het Duitse Rail4chem en het Belgische DLC.
Trainsport rijdt sinds 2007 goederendiensten tussen Aken enerzijds en Antwerpen, Charleroi, Genk en Zeebrugge anderzijds.
Trainsport gebruikt onder andere diesellocomotieven van het type Class 66, gebouwd door General Motors.
Sinds februari 2006 werkt Trainsport nauw samen met de Duitse Rurtalbahn.